# واریخت‌سازی

تابلوی سفرا، اثر هانس هلباین پسر، که در جلوی آن یک جمجمه واریخت دیده می‌شود و پیام آن یادآوری مرگ است.

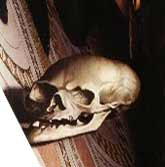
جمجمه واریخت تابلوی بالا زمانی که از زاویه درست دیده شود.

واریخت‌سازی (anamorphosis) یعنی خلق تصاویر یا آثار هنری که تنها از یک زاویه خاص به شکل اصلی و معقول دیده می‌شوند و در زوایای دیگر به صورت اشکال درهم و بی‌معنا به نظر می‌آیند.
هنر واریخت یا هنر آنامورفیک در اصل نوعی از نقاشی است که از یک زاویه شکلی درست دارد و از دیگر زوایا با نمایی دارای اعوجاج دیده می‌شود. آفریدن این آثار نیازمند درکی عمیق از شیوه کار آینه‌های گوناگون و قوانین بازتابش است.
در عکاسی، عدسی واریخت نوعی عدسی است با یک یا چند سطح استوانه‌ای که بزرگ‌نمایی آن در جهت‌های افقی و قائم با هم متفاوت است. دستگاهی شامل یک عدسی استوانه‌ای یا آینه‌ای کوژ که نسبت‌های واقعی تصویر تغییرشکل‌یافته را آشکار می‌کند واریخت‌نما anamorphoscope نام دارد.
واریخت‌سازی در زمان رنسانس پدید آمد. در آن زمان هنرمندان می‌کوشیدند تصاویر را هرچه واقع‌گرایانه‌تر بنمایانند و به این خاطر در زمینه ژرفانمایی مداقه کردند و در این راه به واریخت‌سازی هم رسیدند نمونه‌ای از واریخت‌سازی که معمولاً به آن اشاره می‌شود جمجمه‌ای است کژریخت که در برخی نقاشی‌های «یادآور مرگ» کشیده شده و پیام اخلاقی آن به یاد داشتن گذرا بودن زندگی است. از هنرمندانی که به این سبک می‌پرداخت می‌توان به هانس هلباین پسر اشاره کرد.

## نگارخانه

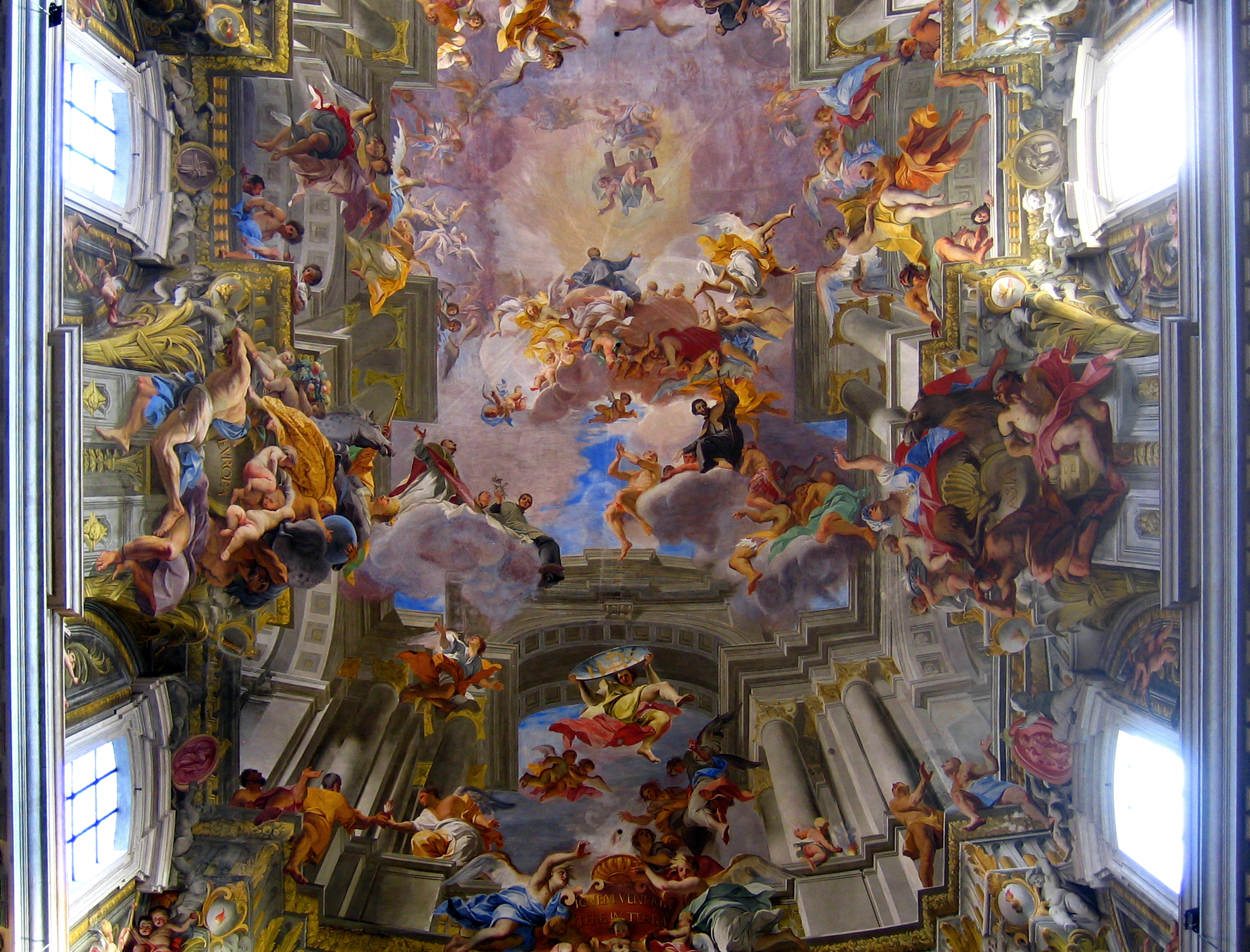
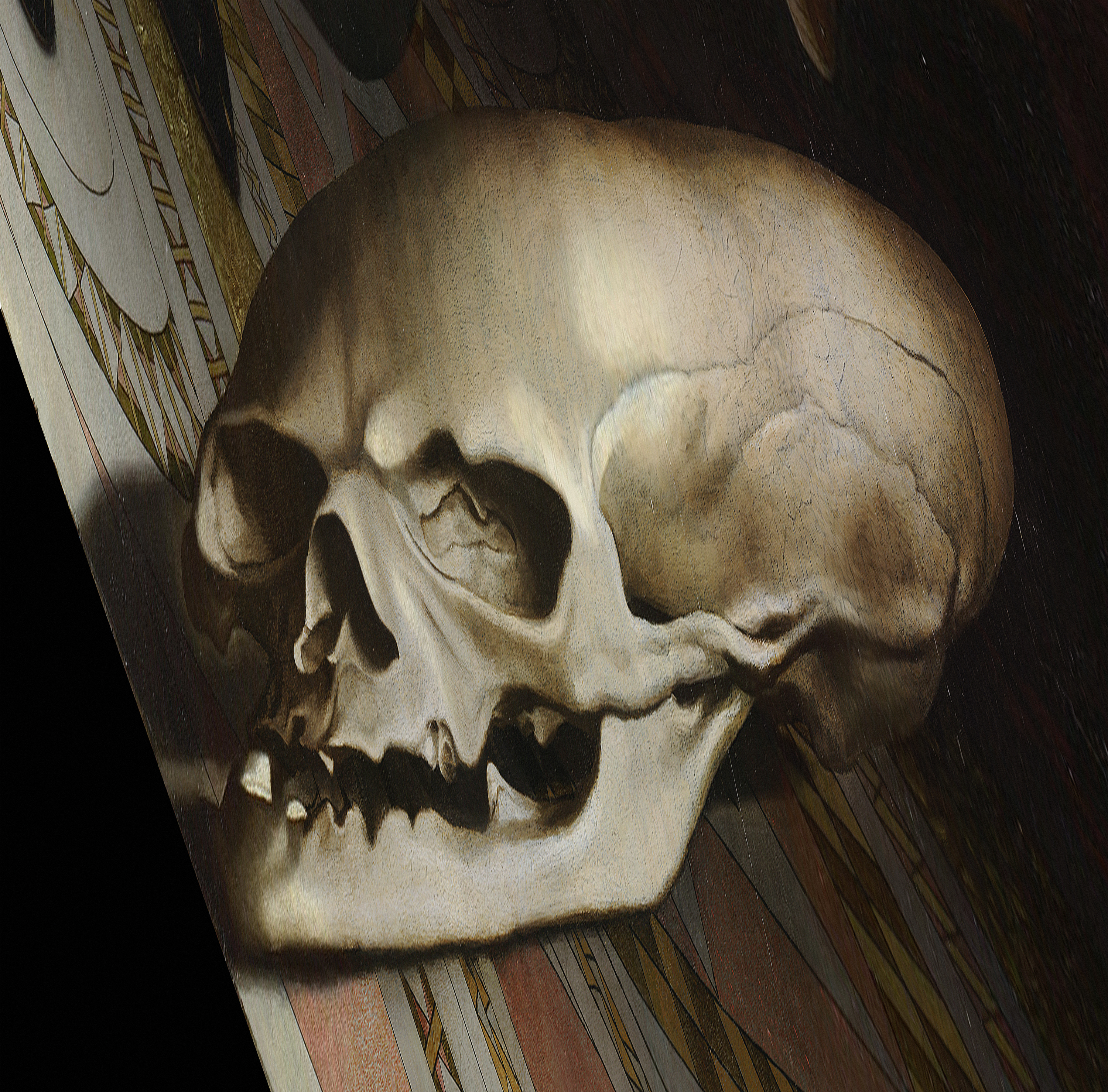